# Třída Caledon
Třída Caledon byla třída lehkých křižníků Royal Navy. Byla to pátá ze sedmi tříd lehkých křižníků souhrnně označovaných jako třída C. Celkem byly postaveny čtyři jednotky této třídy. Ve službě byly od roku 1917. Všechny se účastnily první světové války, jeden byl ztracen v roce 1918 a tři nasazeny ještě za druhé světové války. V ní byl ztracen druhý křižník. Zbylý pár byl po válce vyřazen a sešrotován.

## Stavba
Jako reakce na nedostatek lehkých křižníků v britské Grand Fleet byla v prosinci 1915 objednána stavba šesti lehkých křižníků, které by byly mírně vylepšenou verzí předcházející třídy Centaur. Křižníky mimo jiné nesly výrazně silnější baterii torpédometů. Jako třída Caledon byly nakonec dokončeny čtyři jednotky. Do služby byly zařazeny v roce 1917. Poslední dva křižníky Caprice a Corsair byly pod novými jmény dokončeny v rámci vylepšené třídy Ceres.
Jednotky třídy Caledon:
| Jméno     | Loděnice        | Založení kýlu   | Spuštění na vodu   | Přijetí do služby | Status                                                                  |
| --------- | --------------- | --------------- | ------------------ | ----------------- | ----------------------------------------------------------------------- |
| Caledon   | Cammell Laird   | 17. března 1916 | 25. listopadu 1916 | březen 1917       | Prodán do šrotu 1948.                                                   |
| Calypso   | Hawthorn Leslie | 7. února 1916   | 24. ledna 1917     | červen 1917       | Dne 12. června 1940 potopen jižně od Kréty italskou ponorkou Bagnolini. |
| Caradoc   | Scott           | 21. února 1916  | 23. prosince 1916  | červen 1917       | Prodán do šrotu 1946.                                                   |
| Cassandra | Vickers         | březen 1916     | 25. listopadu 1916 | červen 1917       | Dne 5. prosince 1918 se ve Finském zálivu potopila na mině.             |

## Konstrukce

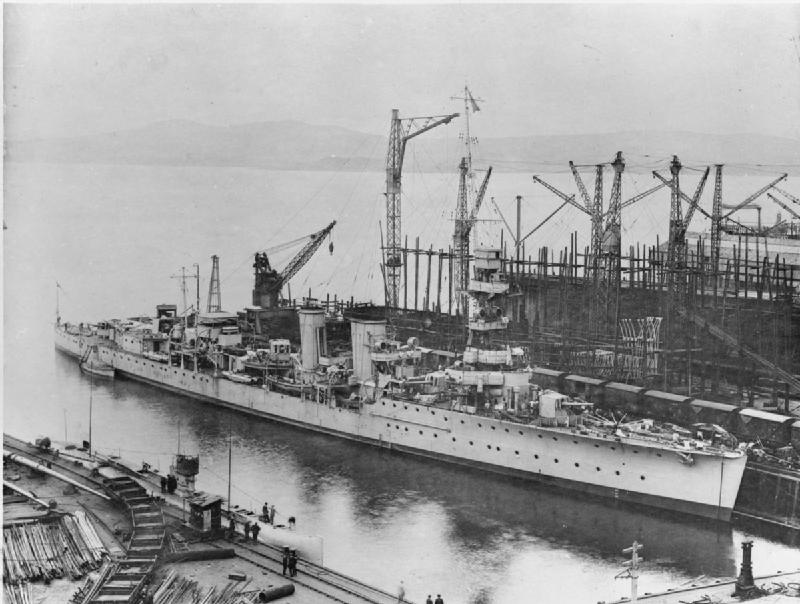
HMS Caradoc v roce 1918

Oproti předchozí třídě měly křižníky zesílenou torpédovou výzbroj. Nesly pět 152mm kanónů, dva 76mm kanóny a osm 533mm torpédometů. Pohonný systém tvořilo šest kotlů Yarrow a dvě turbíny Parsons o výkonu 40 000 hp, pohánějící lodní šrouby. Nejvyšší rychlost dosahovala 29 uzlů.

### Modifikace
Caledon byl v roce 1943 přestavěn na protiletadlový křižník. Novou výzbroj tvořilo šest 102mm kanónů, deset 40mm kanónů, třináct 20mm kanónů.

## Osudy

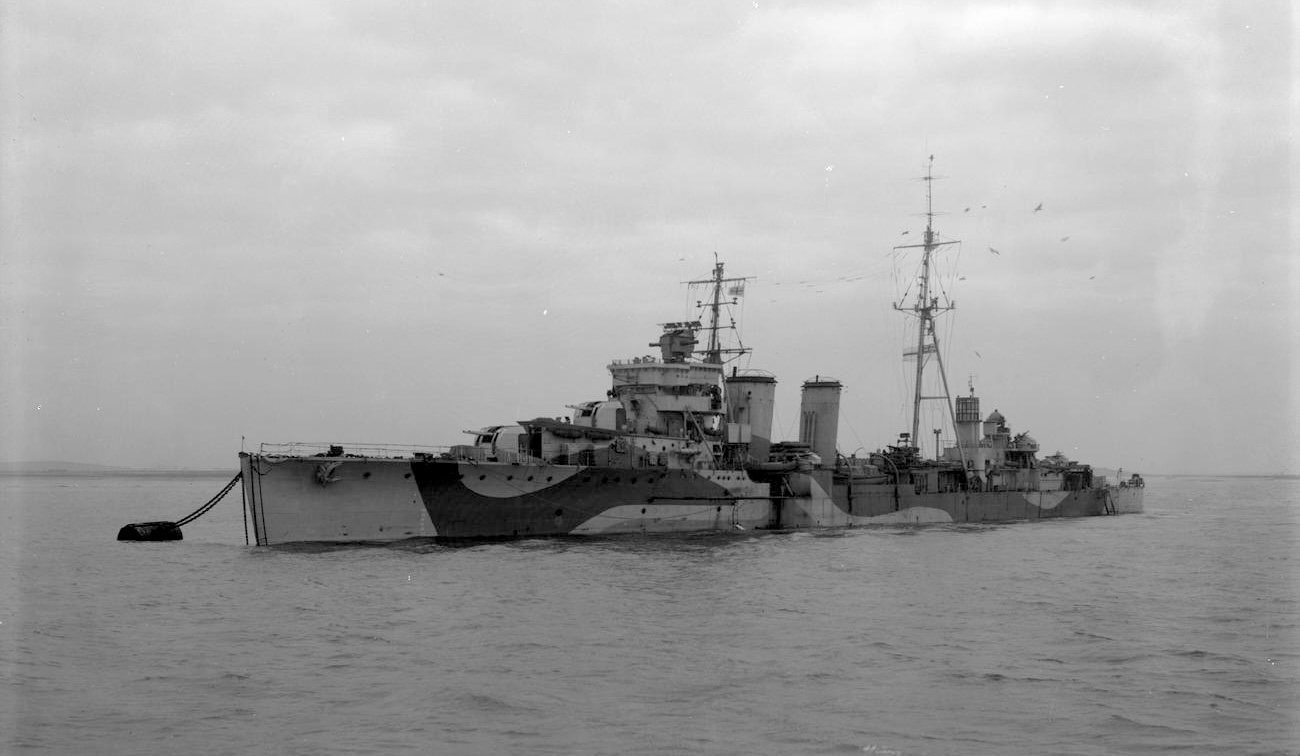
Protiletadlový křižník HMS Caledon v roce 1944

Všechny čtyři jednotky se účastnily první světové války. Caledon a Calypso se 17. listopadu 1917 účastnily druhé bitvy u Helgolandské zátoky. Cassandra byla po skončení první světové války vyslána do Baltského moře, kde se stala součástí intervenčních sil proti bolševikům. Dne 5. prosince 1918 ve Finském zálivu najela na minu a potopila se.
Tři přeživší jednotky byly nasazeny v druhé světové válce. Calypso byl 12. června 1940 potopen italskou ponorkou Bagnolini jižně od Kréty. Caledon byl v roce 1943 přestavěn na protiletadlový křižník. Caradoc sloužil od roku 1943 v druhé linii. Caledon a Caradoc válku přečkaly a krátce po válce byly sešrotovány.